# Березова (притока Малої Пізі)
Бере́зова (Березовик, рос. Берёзовая, Берёзовик) — річка в Чайковському районі Пермського краю, Росія, права притока Малої Пізі.
Річка починається на північний схід від села Аманеєво. Протікає на південь та південний схід. Впадає до Малої Пізі за 1 км від гирла останньої. Протікає через лісові масиви. Приймає декілька дрібних приток.
На річці розташоване село Аманеєво, де збудовано автомобільний міст.